# コスケール洞窟
コスケール洞窟（コスケールどうくつ、英: Cosquer Cave、仏: Grotte Cosquer）は、フランス・マルセイユ付近の地中海の海底にある洞窟である。コスキュール洞窟とも表記される。

## 概要
1991年、マルセイユ付近の地中海の海底で、多数の壁画が描かれた旧石器時代の洞窟が、ダイバーのアンリ・コスケールによって発見された。洞窟の名前は、発見者の名前にちなんで付けられた。周辺は、カランクと呼ばれる純白の岩壁がそびえ立った地形が見られる場所であり、洞窟はカランク・ド・モルジウーの付近にある。
モルジウー岬の海面下37メートルのところに開いている小さな入り口があることにコスケールが気づいたのは、1985年頃であったとされる。洞窟が発見されたのは、そのおよそ5年後であった。海底にある入り口を入り、狭隘なトンネルを緩やかに上昇しながらおよそ150メートルほど泳ぎ進んだところに、洞窟は現れる。
少なくとも2万3000年前のものとされる洞窟壁画が発見されている。当時は、地球が最終氷期（ヴュルム氷期）の最も寒い時期にあった頃で、地中海の海面は現代に比べて約120メートルも低かった。およそ9000年後に、温暖化の影響で海面が上昇し、洞窟の入り口が海面下に沈むが、洞窟の奥の部分は水没しなかった。

## 洞窟壁画
アルタミラ洞窟やラスコー洞窟、ニオー洞窟といったフランコ・カンタブリア地方洞窟に描かれた動物は、馬やビゾン（野牛）などの大型草食動物を中心とする陸上動物であるが、コスケール洞窟の壁画には、アシカ、クラゲ、魚などの水棲動物が数多く描かれている。ペンギンに似た鳥も描かれているが、近年の研究で、南極ペンギン発見以前にペンギンと呼ばれていたオオウミガラスであるとされている。

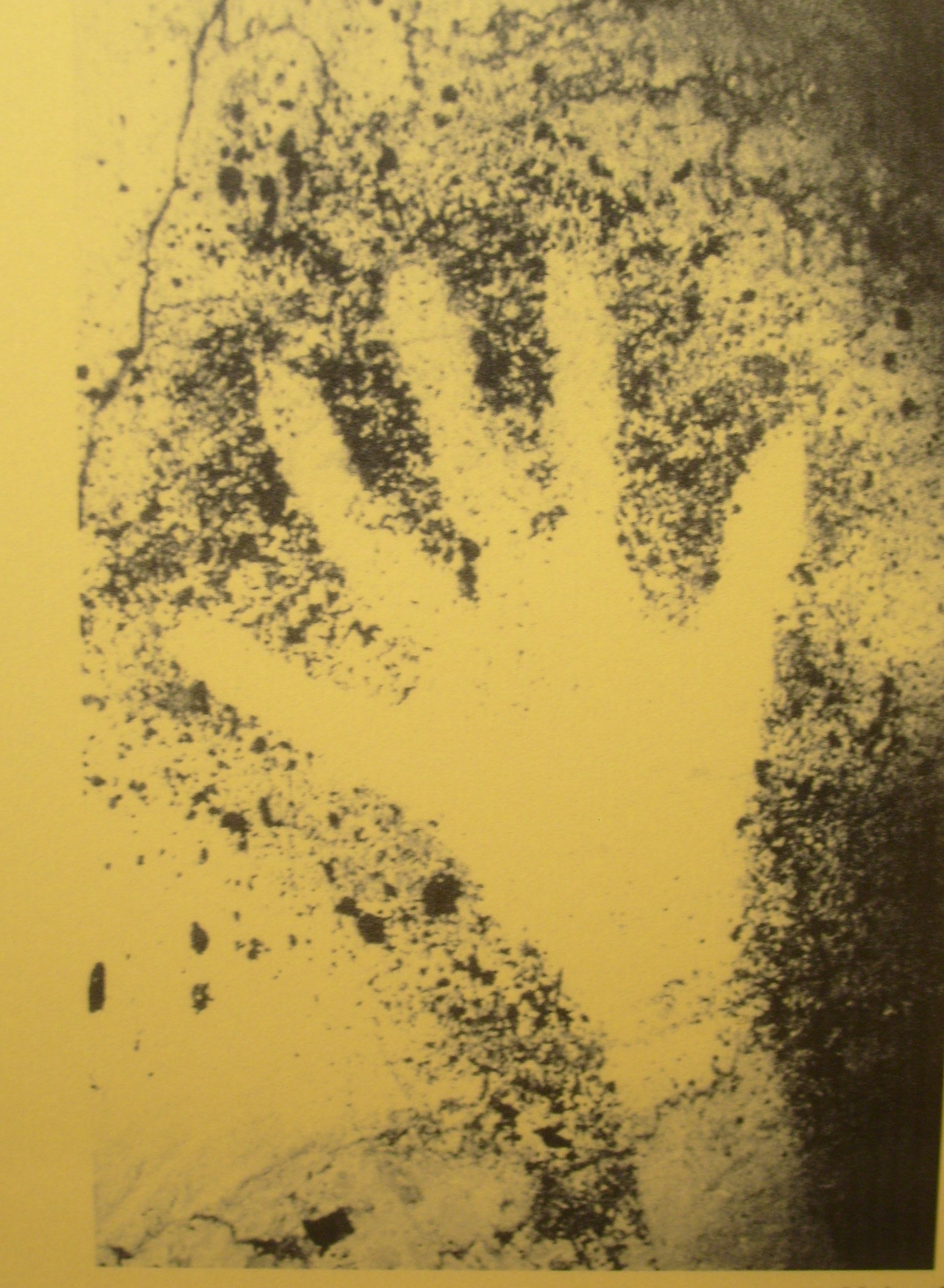
コスケール洞窟で発見された人の手の跡のステンシル。B.P.27,000年のとされる

コスケール（Cosquer）は、フォス・コア（Foz Coa）、ショーヴェ（Chauvet）とともに旧石器美術の3Cと呼ばれる。コスケール洞窟は、壁画が描かれた後、1991年まで誰も入洞しなかったものと考えられている。第１期調査では、測定を分析した結果、この洞窟には、少なくともおよそ7000年から8000年の期間をあけて、2度にわたって人間が訪れ、壁画を描き残していることが判明した。すなわち、第1期はおよそ2万6500年前であり、第2期はおよそ1万8500年前である。
しかし、第２期調査の結果、3万3000年前から2万年前まで継続的に人間が訪れていたことが明らかになった。
この洞窟の表面には、不定形の指の線が確認されており、マカロニ図形などと呼ばれるが、その意味はわかっていない。
鍾乳石の壁の表面に人間が手を置き、その上から黒や赤の顔料を吹き付けることにより作られる手形、ネガティブ・ハンドが確認されている。この洞窟では、46にも及ぶネガティブ・ハンドが発見されており、その内訳は、黒い地で描かれた手形が34であり、赤い地で描かれた手形が12である。また、描かれた手形のうち、左手の数が少なくとも34であり、右手の数は4である。さらに、25の手形がその指の一部分を欠いており、中指や人差し指を欠いた状態の痕跡が見つかっている。